# Río Aquidauana
El río Aquidauana es un río del estado de Mato Grosso do Sul, Brasil.  Perteneciente a la Cuenca del Plata, nace en la Sierra de Maracaju y desemboca en el río Miranda, corre con dirección este - oeste hasta la ciudad de Aquidauana donde gira tomando rumbo hacia el noroeste internándose en el Pantanal.
- Datos: Q4782893
- Multimedia: Rio Aquidauana / Q4782893